# Кристиан (Бранденбург-Байройт)
Кристиан (на немски: Christian von Brandenburg-Bayreuth; * 30 януари 1581, Кьолн на Шпрее; † 30 май 1581, Байройт) от фамилията Хоенцолерн, e маркграф на франкското Княжество Байройт от 1603 до 1655 г.

## Живот
Той е син на бранденбургския курфюрст Йохан Георг и третата му съпруга Елизабет фон Анхалт (1563 – 1607), дъщеря на княз Йоахим Ернст от Анхалт.
През 1603 г. Кристиан поема управлението на Маркграфство Бранденбург-Кулмбах, след смъртта на Георг Фридрих Стари, според договор от 1598 г. През 1604 г. Кристиан мести резиденцията от Кулмбах в Байройт. Оттогава княжеството му не се нарича повече Бранденбург-Кулмбах, а по името на столицата му Бранденбург-Байройт.
През тридесетгодишната война той се съюзява с Швеция. Император Фердинанд II го сваля след това като владетел през 1635 г., той обаче продължава да управлява.

## Деца
Кристиан се жени на 29 април 1604 г. в замък Пласенбург за Мария Пруска (1579 – 1649), дъщеря на Албрехт Фридрих, херцог на Прусия. Двамата имат децата:
- Елизабет Елеоноре (*/† 1606)
- Георг Фридрих (*/† 1608)
- Анна Мария (1609 – 1680)

∞ 1639 княз Йохан Антон I фон Егенберг (1610 – 1649)
- Магдалена Сибила (1612 – 1687)

∞ 1638 г. за Йохан Георг II, курфюрст на Саксония (1613 – 1680)
- Агнес София (*/† 1611)
- Кристиан Ернст (1613 – 1614)
- Ердман Август (1615 – 1651), наследствен принц на Бранденбург-Байройт

∞ 1641 принцеса София фон Бранденбург-Ансбах (1614 – 1646)
- Георг Албрехт (1619 – 1666), (неуправляващ) маркграф на Бранденбург-Кулмбах (странична линия)

∞ 1. 1651 принцеса Мария Елизабет фон Холщайн-Зондербург-Глюксбург (1628 – 1664)
∞ 2. 1665 графиня София Мария Маргарета фон Золмс-Барут-Вилденфелс (1626 – 1688)
- Фридрих Вилхелм (*/† 1620)